# Oxametacin
Oxametacin (or oxamethacin) là một thuốc chống viêm non-steroid.